# Kalofilumovke
Kalofilumovke (lat. Calophyllaceae), biljna porodica iz reda malpigijolike. Sastoji se od desetak rodova s preko 400 vrsta, a ime je dobila po rodu otrovnog vazdazelenog grmlja i drveća, kalofilum (Calophyllum).

## Rodovi
1. Calophyllum L.[2]
2. Caraipa Aubl.[2]
3. Clusiella Planch. & Triana[2]
4. Endodesmia Benth.[2]
5. Haploclathra Benth.[2]
6. Kayea Wall.[2]
7. Kielmeyera Mart.[2]
8. Lebrunia Staner[2]
9. Mahurea Aubl.[2]
10. Mammea L.[2]
11. Marila Sw.[2]
12. Mesua L.[2]
13. Neotatea Maguire[2], Bonnetiaceae L.Beauvis.ex Nakai Engl.[3]
14. Poeciloneuron Bedd.[2], Pentaphylacaceae Engl.[4]